# Julius Streicher
Julius Streicher (Fleinhausen, 12 de fevereiro de 1885 – Nuremberg, 16 de outubro de 1946) foi um professor e editor alemão, proeminente oficial nazi antes e durante a Segunda Guerra Mundial. Ele publicava o jornal nazista "Der Stürmer", o qual se tornaria parte da máquina de propaganda nazista. Chegou mesmo a publicar livros infantis antissemitas, incluindo um chamado Der Giftpilz (O cogumelo venenoso).

## Juventude
Nasceu perto de Augsburgo, no atual estado alemão de Baviera. Era filho de um católico, professor de uma Volksschule (ciclo preparatório) e foi ele próprio professor do ensino primário até 1914, ano em que se incorporou no exército alemão. Na Primeira Guerra Mundial, Streicher foi condecorado com uma cruz de ferro e quando foi assinado o armistício de 1918 era tenente.

## Nazismo
Em 1919, Streicher ajudou a estabelecer a Wistrich, uma organização anti-semita que acabou por se tornar parte do Partido Nacional-Socialista dos Trabalhadores Alemães (NSDAP), mais conhecido como Partido Nazista, em 1920.
Em 1923, Streicher fundou e editou o jornal racista "Der Stürmer" (1923-45) que ele usou para incrementar o profundo ódio contra os judeus, entre os leitores do jornal. O jornal iria chegar a ter uma tiragem de 800 mil exemplares. Nesse jornal, Streicher argumentava que os judeus eram responsáveis pela depressão, desemprego, manipulação da opinião pública, domínio da imprensa e inflação na Alemanha. Ele afirmava que os judeus eram proxenetas e mais de 90% das prostitutas do país eram judias.
Durante o tempo do Golpe de Estado (Putsch) da Cervejaria de Munique de 1923, Streicher tornou-se amigo de Adolf Hitler e um dos seus ativos defensores.
Em 1940 ele foi retirado de todos os cargos do partido após ter publicado histórias não verdadeiras sobre Hermann Goering. Ele manteria no entanto boas relações com Adolf Hitler. Numa manifestação, em 1937, por ocasião do encontro de Hitler e Mussolini, Streicher montou uma exposição dedicada a denunciar os males do Comunismo e a sua conexão com os judeus. Ele combateu também o Catolicismo alemão.

## Julgamento e execução

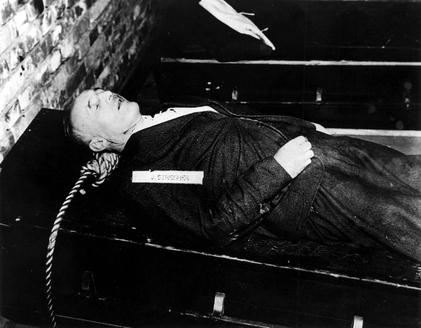
O corpo de Streicher após a execução

Julius Streicher foi condenado por crime contra a humanidade nos Tribunais de Guerra de Nuremberg. Foi executado por enforcamento. Foi executado no dia 16 de outubro de 1946, junto dos outros réus condenados. Suas últimas palavras, proferidas antes da abertura do alçapão, foram "Heil Hitler", seguido por "Purim-fest 1946", e enfim "Os Bolcheviques enforcarão-os um dia", fato este que foi noticiado em grandes jornais da época.

## Legado
Julius foi citado pela norte-americana Amazon.com várias vezes em 2020 com livros e a série Hunters.